# Sonik tarczokolec
Sonik tarczokolec (Metatropis rufescens) – gatunek pluskwiaków z podrzędu różnoskrzydłych i rodziny smukleńcowatych. Zamieszkuje palearktyczną Eurazję od Półwyspu Iberyjskiego i Irlandii po Japonię. Żeruje na wiesiołkowatych i zimoziole północnym.

## Taksonomia
Gatunek ten opisany został po raz pierwszy w 1835 roku przez Gottlieba A.W. Herricha-Schäffera pod nazwą Berytus rufescens. W 1859 roku Franz Xavier Fieber umieścił go w nowym rodzaju Metatropis jako gatunek typowy. W 1950 roku Eduard Wagner wprowadził podział tego gatunku na dwa podgatunki – nominatywny i Metotropis rufescens linnaeae, jednak już w 1976 roku Jean Péricart zsynonizował takson wprowadzony przez Wagnera z podgatunkiem nominatywnym.

## Morfologia

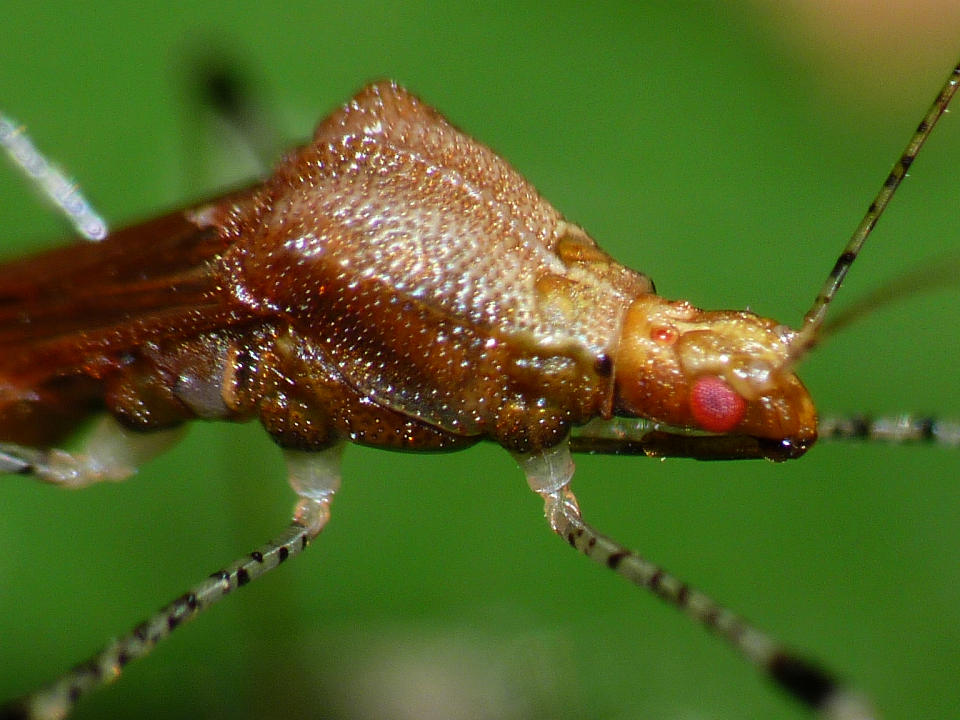
Głowa i przedtułów

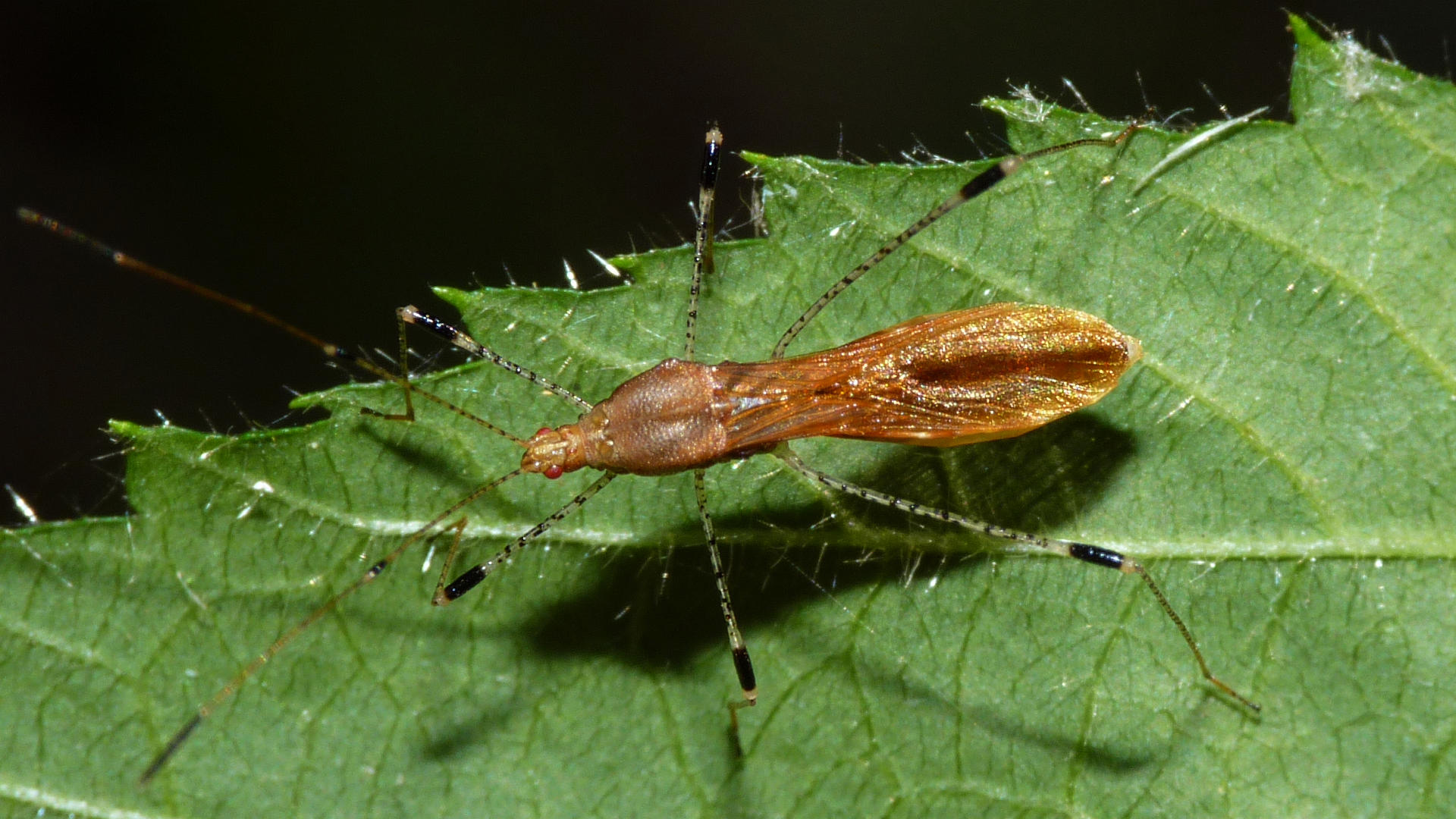
Widok od góry

Pluskwiak o silnie wydłużonym ciele długości od 7,5 do 9,5 mm.
Głowa jest matowa wskutek pokrycia drobnymi bruzdkami, z wierzchu jest żółtobrązowa do czerwonobrązowej, od spodu zaś ciemnobrązowa. Czoło jest uwypuklone. Bardzo długie i delikatne czułki mają pierwszy człon żółtobrązowy z czarnym punktowaniem mogącym się układać w obrączki oraz ciemnobrązowym do czarnego zgrubieniem w części wierzchołkowej, drugi człon żółtobrązowy z czarnymi kropkami, trzeci człon jednobarwnie żółtobrązowy, a czwarty człon żółtobrązowy z rozjaśnionym wierzchołkiem.
Tułów jest z wierzchu żółtobrązowy do czerwonobrązowego, od spodu zaś ciemnobrązowy. Grzbietowa strona tułowia jest garbata. Przedplecze ma dobrze zaznaczone żeberka podłużne, łączące się w tyle z małymi wypukłościami. Poza guzkami powierzchnię przedplecza pokrywają grube punkty. Niedużą, punktowaną tarczkę wieńczy kolec skierowany ku dołowi. Półpokrywy mają zesklerotyzowane w niewielkim stopniu i wskutek tego niemal przejrzyste przykrywki oraz duże zakrywki. Na użyłkowanie przykrywki składają się trzy dobrze widoczne żyłki główne, zaś na użyłkowanie zakrywki pięć podłużnych żyłek. Odnóża są bardzo długie i delikatne, ubarwione żółtobrązowo z czarnym punktowaniem oraz ciemnobrązowymi do czarnych kolanami.
Odwłok ma gładkie, niepunktowane, ubarwione żółtobrązowo lub rudo sternity.

## Biologia i ekologia
Owad ten zasiedla rozmaite lasy, preferując jednak te z zachowanym starym drzewostanem. Wybiera stanowiska półcieniste i wilgotne. Bytuje na roślinach drzewiastych i zielnych. Wykazuje aktywność od marca do października, przy czym rozmnażanie ma miejsce w maju. Jaja składane są na pędach roślin żywicielskich. Larwy spotykane są od lipca lub sierpnia do września. Stadium zimującym są osobniki dorosłe. Zimują one pod odstającą korą, mchami lub w suchej ściółce.
Pluskwiak ten jest fitofagiem ssącym soki z pędów i owoców roślin pokarmowych. Głównymi roślinami żywicielskimi są czartawy, zwłaszcza czartawa pospolita, czartawa drobna i czartawa pośrednia, ale żeruje także na innych wiesiołkowatych oraz na zimoziole północnym z rodziny przewiertniowatych.

## Rozprzestrzenienie
Gatunek palearktyczny o rozsiedleniu eurosyberyjskim.
W Europie znany jest z Hiszpanii, Irlandii, Wielkiej Brytanii, Francji, Luksemburga, Belgii, Holandii, Niemiec, Szwajcarii, Liechtensteinu, Austrii, Włoch, Danii, Szwecji, Norwegii, Finlandii, Estonii, Łotwy, Litwy, Polski, Białorusi, Ukrainy, Czech, Słowacji, Węgier, Słowenii, Chorwacji, Bośni i Hercegowiny, Serbii, Czarnogóry, Rumunii, Mołdawii, Bułgarii, Grecji i Rosji. Na kontynencie tym jest jedynym przedstawicielem swojego plemienia, a w Polsce jedynym przedstawicielem całej podrodziny Metacanthinae. W Polsce występuje głównie w południowej części kraju, ale sięga na północ aż po Pobrzeże Koszalińskie i Kaszubskie.
W Azji zamieszkuje Turcję, Gruzję, Syberię, Rosyjski Daleki Wschód oraz Japonię.